# Zitterbewegung
El Zitterbewegung (de l'alemany Bewegung, "moviment" i zitter "trèmuls, tremolós") és un moviment de vibració ultraràpid al voltant de la trajectòria clàssica d'una partícula quàntica, específicament dels electrons i altres partícules de spin 1/2, que obeeixen l'equació de Dirac.

## Descoberta
L'existència d'aquest moviment va ser proposada inicialment per Erwin Schrödinger el 1930 com a resultat de l'anàlisi del moviment dels paquets d'ona que són solució de l'equació relativista de Dirac.
El resultat d'aquesta anàlisi suggeria que els electrons d'eixos paquets tenien un moviment vibratori a la velocitat de la llum al voltant de la seva trajectòria. Així a més del moviment observat al llarg de la seva trajectòria hi havia una vibració perpendicular al voltant de la trajectòria observada d'amplitud minúscula i difícilment detectable. La freqüència angular d'aquest moviment era {\displaystyle 2E/\hbar \approx 2mc^{2}/\hbar \,}, que és aproximadament 1,6×1021 Hz. Sent l'amplitud una mica més gran per electrons lents i donada per la longitud d'ona Compton que és l'ordre de 10×10−10 cm.

## Teoria
L'equació de Schrödinger depenent del temps
{\displaystyle H\psi (\mathbf {x} ,t)=i\hbar {\frac {\partial \psi }{\partial t}}(\mathbf {x} ,t)\,\!}
on {\displaystyle H\,\!} és el Hamiltonià de Dirac per a un electró en l'espai lliure
{\displaystyle H=\left(\alpha _{0}mc^{2}+\sum _{j=1}^{3}\alpha _{j}p_{j}\,c\right)\,\!}
implica que qualsevol operador Q obeeix l'equació
{\displaystyle -i\hbar {\frac {\partial Q}{\partial t}}(t)=\left[H,Q\right]\,\!\;.}
En particular, la dependència del temps de l'operador de posició ve donada per
{\displaystyle \hbar {\frac {\partial x_{k}}{\partial t}}(t)=i\left[H,x_{k}\right]=c\alpha _{k}\,\!\;}
on {\displaystyle \alpha _{k}\equiv \gamma _{0}\gamma _{k}}.
L'equació esmentada mostra que l'operador {\displaystyle \alpha _{k}} pot ser interpretat com el k-èsim component d'un "operador de velocitat."
La dependència del temps de l'operador de velocitat ve donada per
{\displaystyle \hbar {\frac {\partial \alpha _{k}}{\partial t}}(t)=i\left[H,\alpha _{k}\right]=2[i\gamma _{k}m-\sigma _{kl}p^{l}]=2i[p_{k}-\alpha _{k}H]\,\!\;}
on {\displaystyle \sigma _{kl}\equiv {\frac {i}{2}}[\gamma _{k},\gamma _{l}]}.
Ara, a causa del fet que ambdós {\displaystyle p_{k}} i {\displaystyle H} són independents del temps, a partir de l'equació esmentada per integració doble es pot trobar fàcilment la dependència explícita del temps de l'operador de posició. Primer:
{\displaystyle \alpha _{k}(t)=\alpha _{k}(0)e^{-2iHt/\hbar }+cp_{k}H^{-1}}
Llavors:
{\displaystyle x_{k}(t)=x_{k}(0)+c^{2}p_{k}H^{-1}t+{1 \over 2}i\hbar cH^{-1}(\alpha _{k}(0)-cp_{k}H^{-1})(e^{-2iHt/\hbar }-1)\,\!}
on {\displaystyle x_{k}(t)\,\!} és l'operador de posició al temps {\displaystyle t\,\!}.
L'expressió resultant es compon d'una posició inicial, un moviment proporcional al temps, i un terme d'oscil·lació inesperat amb una amplitud igual a la longitud d'ona de Compton. Aquest terme d'oscil·lació és l'anomenat "Zitterbewegung".
Curiosament, el terme "Zitterbewegung" s'esvaeix en la consideració dels valors esperats per als paquets d'ona que es componen completament d'ones d'energia totalment positiva (o negativa). Això es pot aconseguir mitjançant l'adopció d'una transformació de Foldy Wouthuysen. Així, arribem a la interpretació de la "Zitterbewegung" com causada per la interferència entre els component positius i negatius de l'ona d'energia.